# 팀퍼틸 아이들
《팀퍼틸 아이들》(프랑스어: Les Enfants de Timpelbach)은 2008년 공개된 프랑스의 영화이다.

## 출연

### 주연
- 라파엘 카츠
- 아델 에그자르코풀로스
- 레오 르그랑

### 조연
- 밥티스트 베투로드
- 마틴 조베르
- 롤라 크레톤
- 레오 파기
- 아로오나 바체리어
- 줄리앙 뒤브아
- 플로리안 고티에라스
- 타리나 보야시
- 마티유 돈
- 테리 에딘발
- 조나단 조스
- 틸리 맨델브롯
- 데이빗 코그노스
- 사샤 르콩트
- 맥심 리퀴어
- 마커스 비그네론-코드레이
- 마넌 체발리어
- 발렌틴 불리
- 바닐레 오겐
- 제라르 드빠르디유
- 캐롤 부케
- 아멜르
- 조엘 드마르띠
- 에릭 나가르
- 에릭 고돈
- 필립 르 머시어
- 오딜 마티유
- 스테파네 비솟
- 이자벨 드 헤르토그
- 티에리 데스로세스
- 마야네 마지오리
- 루이스 마리 오듀베르트
- 올리비에 르보르느
- 로리 롤단
- 프랑소아 다미앙

## 기타
- 원작자: 헨리 윈터펠드
- 공동제작: 릴리언 에체
- 공동제작: 제네비에브 리말
- 공동제작: 알렉상드르 리펜스
- 공동제작: 아톤  수마체
- 공동제작: 알렉시스 보나브
- 조감독: 파스칼 로이
- 조감독: 파스칼 로이
- 사운드슈퍼바이저: 니콜라 르루아
- 미술: 올리비에 라옥스
- 세트: 패트릭 데쉐즈네
- 세트: 세실 배틀럿
- 시각효과: 프랑소와 뒤물랑
- 시각효과: 프랑소와 뒤물랑
- 시각효과: 엠마뉴엘 샤퐁
- 시각효과: 마티유 로이어
- 분장: 베아트리체 스테파니
- 헤어: 프랭크 반 볼레그헴
- 의상: 아그네스 베지어스
- 의상: 로랑 킴
- 의상: 패트릭 리브리턴
- 배역: 발레리 에스파그네